# Steven Strogatz
Steven H. Strogatz, nacido el 13 de agosto de 1959, es un matemático estadounidense y profesor del Jacob Gould Schurman de mecánica aplicada y teórica en la Universidad de Cornell, reconocido por sus contribuciones el estudio de la sincronización en sistemas dinámicos y en redes complejas, por su investigación en una variedad de áreas de matemática aplicada, incluida la biología matemática y la teoría de redes complejas, y por su trabajo de divulgación en la comunicación pública de las matemáticas.[cita requerida]
Ha publicado artículos en numerosas áreas de las matemáticas aplicadas: entre ellas, la biología matemática y el fenómeno del "mundo pequeño", en redes. En este campo, publicó en 1998 un artículo fundamental junto a Duncan J. Watts, en la revista Nature, que ha tenido una enorme influencia desde entonces. Ha contribuido también al estudio de la sincronía (véase teoría del orden).[cita requerida]
Strogatz hizo su doctorado en matemáticas aplicadas en la Universidad de Harvard, en 1986. Estuvo tres años con una beca postdoctoral en Harvard y en la Universidad de Boston. En 1989, pasó al Departamento de Matemáticas del MIT. En 1994, se trasladó a Cornell, en donde a la fecha es director del Centro de Matemáticas Aplicadas.[cita requerida]